# ديريك سكوت (منافس ألعاب قوى)
ديريك سكوت (بالإنجليزية: Derek Scott)‏ هو منافس ألعاب قوى أمريكي، ولد في 7 نوفمبر 1985.

## وصلات خارجية
- ديريك سكوت على موقع الاتحاد الدولي لألعاب القوى (الإنجليزية)